# 宮崎県立日向ひまわり支援学校
宮崎県立日向ひまわり支援学校（みやざきけんりつひゅうがひまわりしえんがっこう）は、宮崎県日向市大字塩見にある県立特別支援学校。

## 概要
特徴
知的障害者と肢体不自由者を対象とした、日向市および東臼杵郡南部地域において唯一の特別支援学校である。
歴史
1969年（昭和44年）に公立小学校・中学校の特殊学級として創立。1978年（昭和53年）に「宮崎県立日向養護学校」となる。現校名になったのは2008年（平成20年）。2013年（平成25年）に創立35周年を迎えた。
設置学部
- 小学部
- 中学部
- 高等部 普通科

校章
旧校章は1979年（昭和54年）に校歌とともに制定。2008年（平成20年）の校名改称に伴い、現校章が制定された。ヒマワリの花の絵を背景にして中央に「日向」の文字（縦書き）を置いている。
校歌
1979年（昭和54年）に制定。作詞は黒木淳吉、作曲は石原四郎による。2008年（平成20年）の校名改称に伴い、歌詞の一部が改訂された。歌詞は3番まであり、各番に校名の「日向ひまわり支援」が登場する。

## 沿革
- 1969年（昭和44年）9月1日 - 社会福祉法人はまゆう会「あかつき学園」内に市立小・中学校の分教室（特殊学級）が設置される。
  - 「日向市立塩見小学校分教室」（2学級）
  - 「日向市立日向中学校分教室」（1学級）
- 1973年（昭和48年）10月1日 - 新運動場が完成。
- 1974年（昭和49年）4月1日 - 分教場が分校に昇格。
  - 「日向市立塩見小学校あかつき学園分校」
  - 「日向市立日向中学校あかつき学園分校」
- 1978年（昭和53年）4月1日 - 上記の小・中学校の分校を統合し、県立移管の上、「宮崎県立日向養護学校」が開校。
- 1979年（昭和54年）
  - 3月20日 - 校歌・校章を制定。
  - 4月10日 - 訪問教育を開始。
- 1980年（昭和55年）
  - 7月10日 - 教育後援会を設立。
  - 12月16日 - 小学部棟が完成。
- 1982年（昭和57年）
  - 1月11日 - 給食棟が完成。
  - 2月17日 - 中学部棟が完成。
  - 4月1日 - 新校舎に移転完了。重複学級を設置。
- 1983年（昭和58年）
  - 2月24日 - 屋内運動場が完成。
  - 3月31日 - 運動場の整備を完了。
- 1990年（平成2年）2月 - 作業棟が完成。
- 1995年（平成7年）3月22日 - プールが完成。
- 2008年（平成20年）4月1日 - 「宮崎県立日向ひまわり支援学校」（現校名）に改称。これにより校章と校歌の一部を改定。
- 2010年（平成22年）4月1日 - 新たに肢体不自由者が対象者として加わる。
- 2011年（平成23年）4月1日 - 高等部（普通科）を設置。

## 学校行事
- 5月：運動会
- 11月：ひむか祭（文化祭）

## アクセス
最寄りのバス停
- 宮崎交通「笹河」バス停下車、徒歩7分
  - JR九州 日豊本線 「日向市駅」から椎葉・神門・池野線のバスに乗車。

最寄りの幹線道路
- 国道327号 「永田」交差点（広域農道と接続）
- 東九州自動車道（高速道路）「日向IC」

## 周辺
- 塩見運動公園
- 権現原浄水場
- JA日向営農総合センター
- 宮崎県経済連椎茸流通センター
- あかつき学園
- 比良山